# Conway (Familienname)
Conway ist ein englischer Familienname.

## Namensträger
- Agnes Conway (1885–1950), britische Historikerin und Archäologin
- Al Conway (1930–2012), US-amerikanischer American-Football-Schiedsrichter
- Andrew Conway (* 1991), irischer Rugby-Union-Spieler
- Anne Conway, (geb. Anne Finch; 1631–1679), englische Philosophin
- Arthur William Conway (1875–1950), irischer Mathematiker und Physiker
- Brian Evans Conway (1927–2005), britisch-kanadischer Chemiker
- Carmel Conway, irische Sängerin
- Ciara Conway (* 1980), irische Politikerin
- Connie Conway (* 1950), US-amerikanische Politikerin der Republikanischen Partei
- Curtis Conway (* 1971), US-amerikanischer American-Football-Spieler
- Damian Conway (* 1964), australischer Informatiker
- Derek Conway (* 1953), britischer Politiker
- Devon Conway (* 1991), neuseeländischer Cricketspieler
- Edwin Michael Conway (1934–2004), US-amerikanischer Geistlicher, Weihbischof in Chicago
- Elias Nelson Conway (1812–1892), US-amerikanischer Politiker
- Erik M. Conway (* 1965), US-amerikanischer Wissenschaftshistoriker
- Gary Conway (* 1936), US-amerikanischer Schauspieler
- Gerry Conway (Musiker) (1947–2024), britischer Folk-Schlagzeuger
- Gerry Conway (Autor) (* 1952), US-amerikanischer Schriftsteller
- Gordon Conway (1938–2023), US-amerikanischer Landwirtschafts-Ökologe
- Henry Seymour Conway (1719–1795), britischer Offizier und Politiker
- Henry Wharton Conway (1793–1827), US-amerikanischer Politiker
- Herman Conway (1908–1983), englischer Fußballtorhüter
- Hollis Conway (* 1967), US-amerikanischer Leichtathlet
- Hugh Conway (eigentlich Frederick John Fargus; 1847–1885), britischer Schriftsteller
- Isabella Seymour-Conway, Marchioness of Hertford (1759–1834), Mätresse von König Georg IV. von Großbritannien
- Jack Conway (eigentlich Hugh Ryan Conway, auch John Conway; 1887–1952), US-amerikanischer Regisseur und Produzent
- James L. Conway (* 1950), US-amerikanischer Regisseur, Drehbuchautor und Filmproduzent
- James Sevier Conway (1798–1855), US-amerikanischer Politiker (Arkansas)
- James T. Conway (* 1947), US-amerikanischer General
- Jasmine Conway (* 2004), britische Tennisspielerin
- Jill Ker Conway (1934–2018), australisch-amerikanische Schriftstellerin
- Joanne Conway (* 1971), britische Eiskunstläuferin
- Joe Conway (1898–1945), US-amerikanischer Soldat, Jurist und Politiker
- John Conway (Physiker) (* um 1959), US-amerikanischer Physiker und Hochschullehrer
- John B. Conway (* 1939), US-amerikanischer Mathematiker
- John E. Conway (* 1922), kanadischer Schauspieler und Puppenspieler
- John Edwards Conway (1934–2014), US-amerikanischer Jurist und Politiker
- John Horton Conway (1937–2020), britischer Mathematiker
- Jon Conway (* 1977), US-amerikanischer Fußballtorwart
- Julie Conway (1919–1988), amerikanische Sängerin
- Kellyanne Conway (* 1967), US-amerikanische Marktforscherin und Wahlkampfstrategin
- Kevin Conway (1942–2020), US-amerikanischer Schauspieler und Regisseur
- Lyle Conway, US-amerikanischer Puppenspieler, -designer, Schauspieler und Spezialist für Spezialeffekte
- Lynn Conway (1938–2024), US-amerikanische Informatikerin, Erfinderin und Aktivistin für die Rechte transgeschlechtlicher Personen
- Maike Conway (* 1967), deutsche Dokumentarfilmerin und Regisseurin
- Martin Conway, 1. Baron Conway of Allington (1856–1937), britischer Kunsthistoriker und Politiker
- Martin Conway (Theologe) (1935–2023), britischer Theologe
- Martin Conway (Historiker) (* 1960), britischer Historiker
- Martin A. Conway (Martin Anthony Conway; 1952–2022), britischer Psychologe
- Martin F. Conway (Martin Franklin Conway; 1827–1882), US-amerikanischer Politiker
- Melvin Edward Conway, US-amerikanischer Informatiker
- Mike Conway (* 1983), britischer Rennfahrer
- Moncure Daniel Conway (1832–1907), US-amerikanischer Geistlicher
- Nora Conway (um 1920–um 2010), irische Badmintonspielerin
- Popham Seymour-Conway (1675–1699), englisch-irischer Adliger und Politiker
- Richard Conway (Rugbyspieler) (Richard James Conway, auch Dick Conway; 1935–2022), neuseeländischer Rugby-Union-Spieler
- Richard Conway (Spezialeffektkünstler) (1942–2021), britischer Spezialeffektkünstler
- Richard Seymour-Conway, 4. Marquess of Hertford (1800–1870), britischer Politiker
- Robert Conway (* 1974), US-amerikanischer Wrestler
- Robert Seymour Conway (1864–1933), britischer klassischer Philologe
- Rose Conway-Walsh, irische Politikerin
- Russ Conway (eigentlich Trevor Herbert Stanford; 1925–2000), britischer Pianist, Komponist und Sänger
- Sally Conway (* 1987), britische Judoka
- Sam Conway, Spezialeffektkünstler
- Simon Conway Morris (* 1951), britischer Paläontologe
- Stephen Conway (* 1957), britischer Theologe
- Theodore J. Conway (1909–1990), US-amerikanischer General
- Thomas F. Conway (1862–1945), US-amerikanischer Rechtsanwalt und Politiker
- Tim Conway (1933–2019), US-amerikanischer Schauspieler
- Tom Conway (1904–1967),  britischer Schauspieler und Hörspielsprecher
- Tom Conway (Gewerkschafter) (1952–2023), US-amerikanischer Gewerkschaftler
- Tom Conway (englischer Fußballspieler) (* 1933), englischer Fußballspieler
- Tom Conway (irischer Fußballspieler) (* 1959), irischer Fußballspieler
- Tom Conway (Regisseur)
- Tommy Conway (* 2002), englisch-schottischer Fußballspieler
- Troy Conway, Sammelpseudonym für die Autoren der Reihe The Coxeman
- William Conway (Erzbischof) (1913–1977), irischer Geistlicher, Erzbischof von Armagh
- William F. Conway (* 1951), amerikanischer Mediziner und Radiologe
- William G. Conway (1929–2021), US-amerikanischer Zoologe
- William Martin Conway (1856–1937), britischer Kunstkritiker, Politiker und Bergsteiger, siehe Martin Conway, 1. Baron Conway of Allington